# 聖母子と二人の寄進者 (ヴァン・ダイク)
『聖母子と二人の寄進者』（せいぼしとふたりのきしんしゃ、仏: La Vierge aux donateurs、英: Madonna and Child with Two Donors）、または『聖母子と跪く二人の祈祷者』（せいぼしとひざまずくふたりのきとうしゃ、仏: La Vierge et l'Enfant avec deux orants à genoux）は、フランドルのバロック期の巨匠アンソニー・ヴァン・ダイクが1630年にキャンバス上に油彩で描いた肖像画である。跪いている二人の寄進者が誰であるかは不明である。しかし、彼らはおそらく、ヴァン・ダイクが当時、仕事のために居住していたアントウェルペンの富裕な夫婦である。絵画は当初、アントウェルペンの司教座聖堂参事会員であったギレルムス・ファン・ハメ (Guillelmus Van Hamme) の所有であったが、早くも1685年にはフランスのルイ14世のコレクションに記録され、現在、パリのルーヴル美術館に所蔵されている。

## 作品
ヴァン・ダイクは、肖像画とともに生涯を通じて数多くの宗教的主題の作品も手掛けている。多人数の物語場面では、多様性と統一性、ダイナミズムと明晰な秩序を兼備したピーテル・パウル・ルーベンスに及ばない。しかし、聖母子のような主題ではヴァン・ダイクの資質が生かされ、繊細さ、優美さ、憂愁の漂う雰囲気を特徴とする優れた作品が生まれた。本作では、抑制のきいたやや冷たい色調の中にヴァン・ダイクの独自性がはっきりと見て取れる。
本作は記念碑的な機能を持つ絵画で、中世の奉納画の形式に則っている。どこの教会に由来する作品であるのかは不明であるが、おそらく礼拝堂の墓碑の装飾のために用いられた。画中に描かれている夫婦は、作品の最初の所有者であったファン・ハメの類縁者 (両親、または親類) であったのであろうか。心理的にも形式的にも近づきがたい妻は、亡くなった夫の記念に本作を委嘱した寄進者のように見える。画中の多くの図像学的な要素の中では、聖母マリアの足元にある教会の建立を示す石、そして矢が特筆される。